# Harpa
Pour la salle de concert, voir Harpa (Reykjavik).
Genre
Harpa est un genre de mollusques marins appartenant à la classe des gastéropodes. C'est le genre-type de la famille des Harpidae.

## Liste des espèces
Selon World Register of Marine Species (23 octobre 2014) :
- Harpa amouretta Röding, 1798
- Harpa articularis Lamarck, 1822
- Harpa cabriti Lamarck, 1816
- Harpa costata (Linnaeus, 1758)
- Harpa crenata Swainson, 1822
- Harpa davidis Röding, 1798
- Harpa doris Röding, 1798
- Harpa fulvomichaelensis Orga, 1999
- Harpa goodwini Rehder, 1993
- Harpa gracilis Broderip & G. B. Sowerby I, 1829
- Harpa harpa (Linnaeus, 1758)
- Harpa kajiyamai Habe, 1970
- Harpa kolaceki T. Cossignani, 2011
- Harpa major Röding, 1798

## Galerie

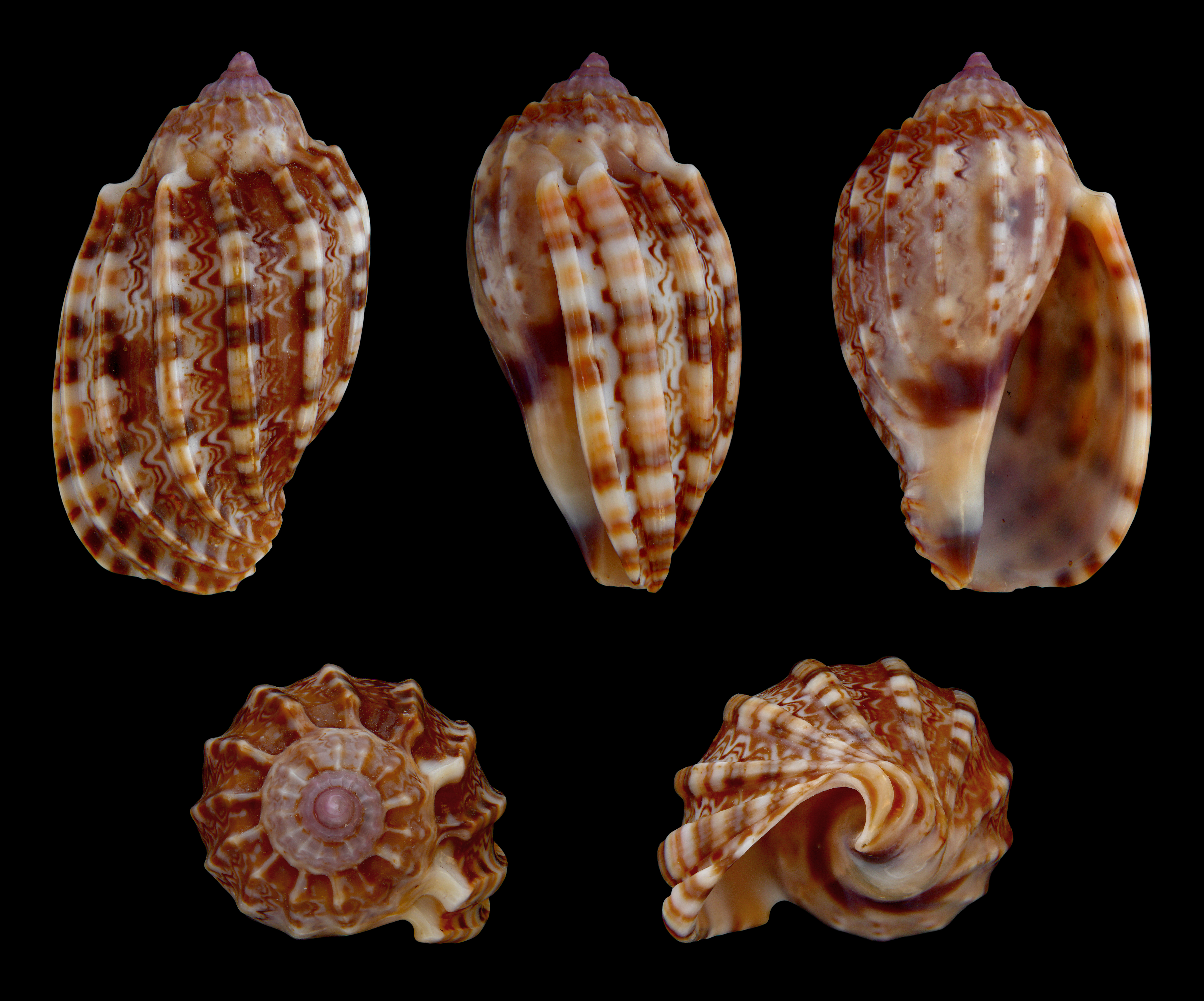
Harpa amouretta
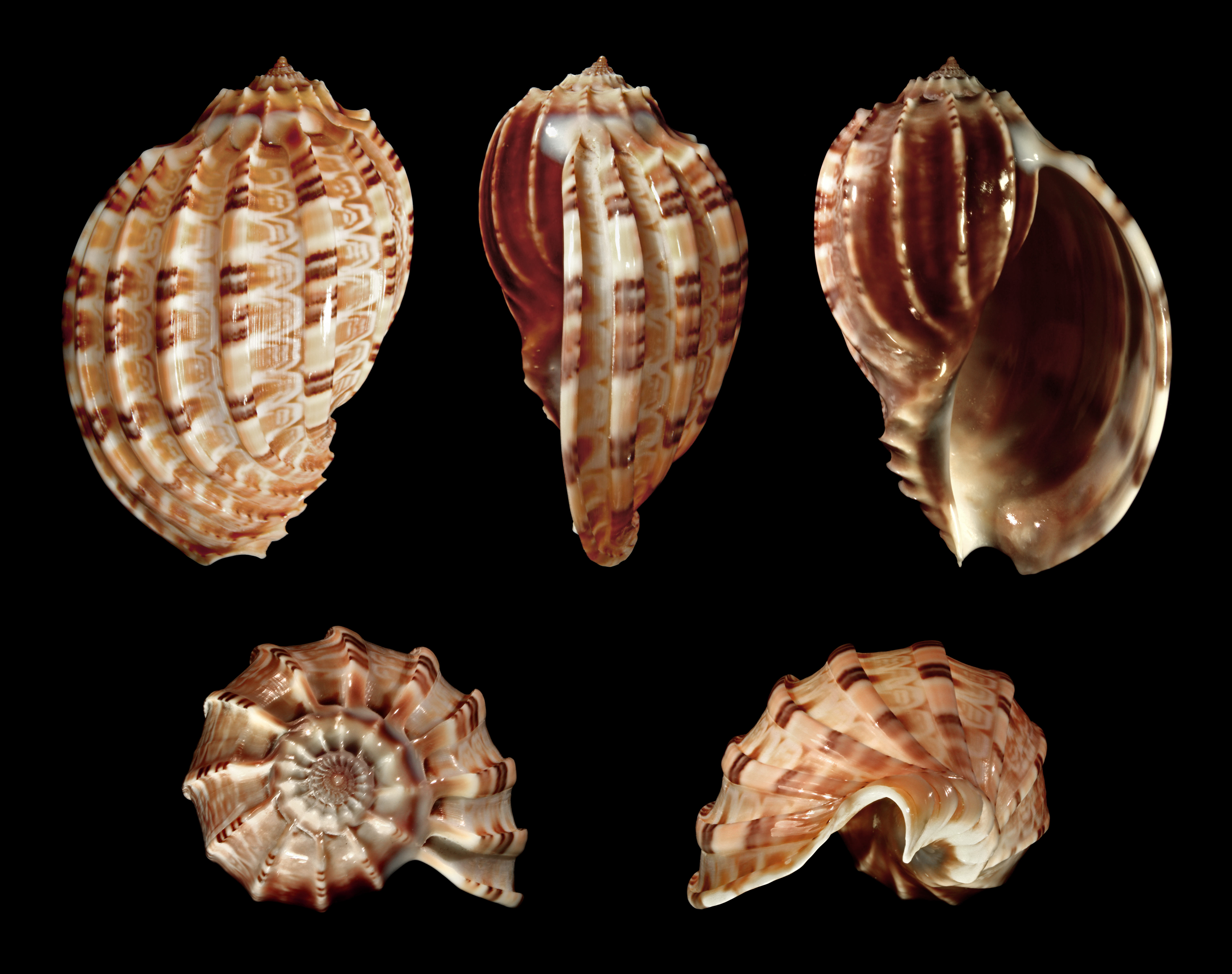
Harpa articularis
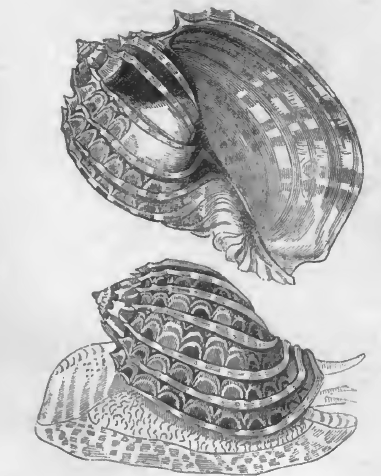
Harpa ventricosa
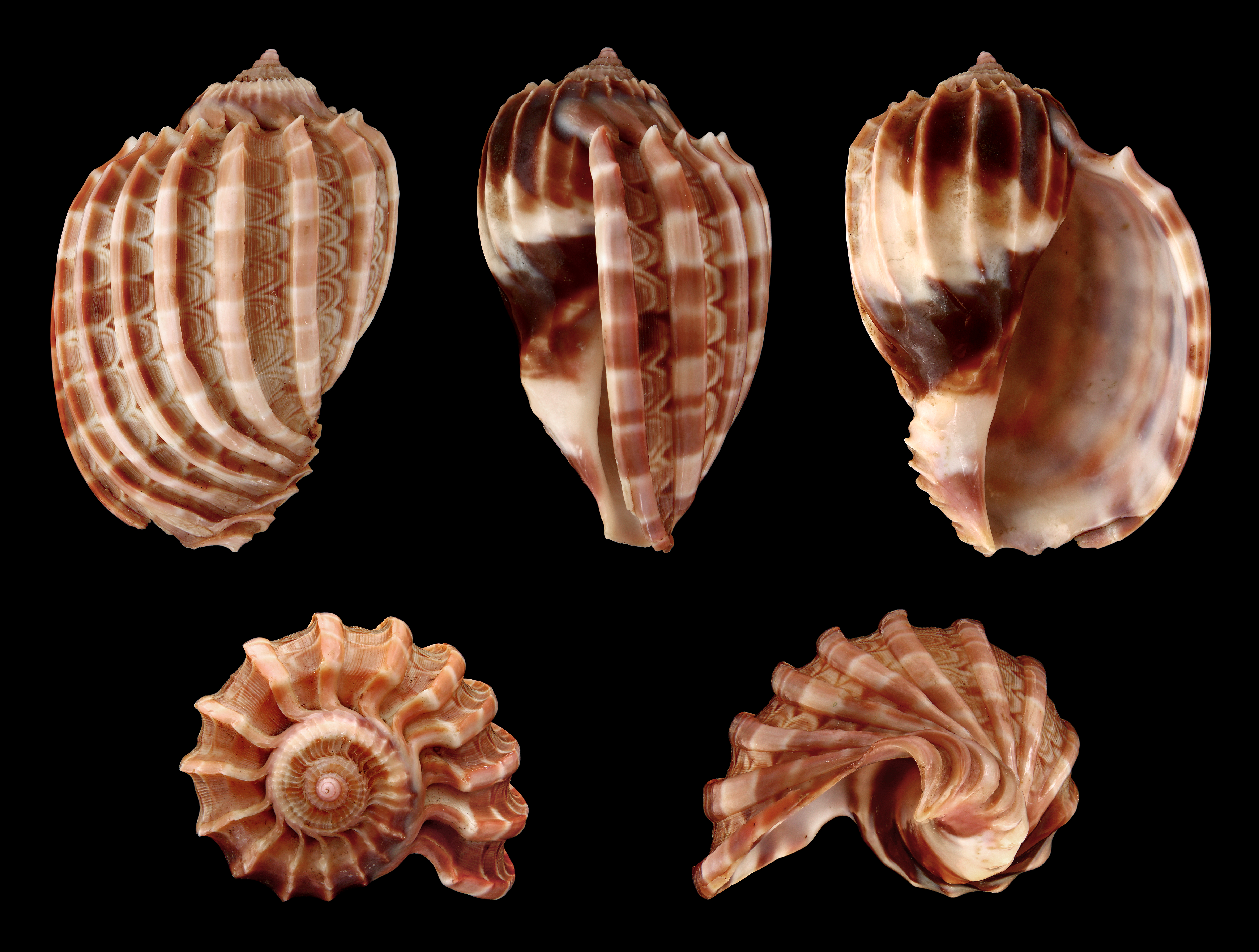
Harpa davidis
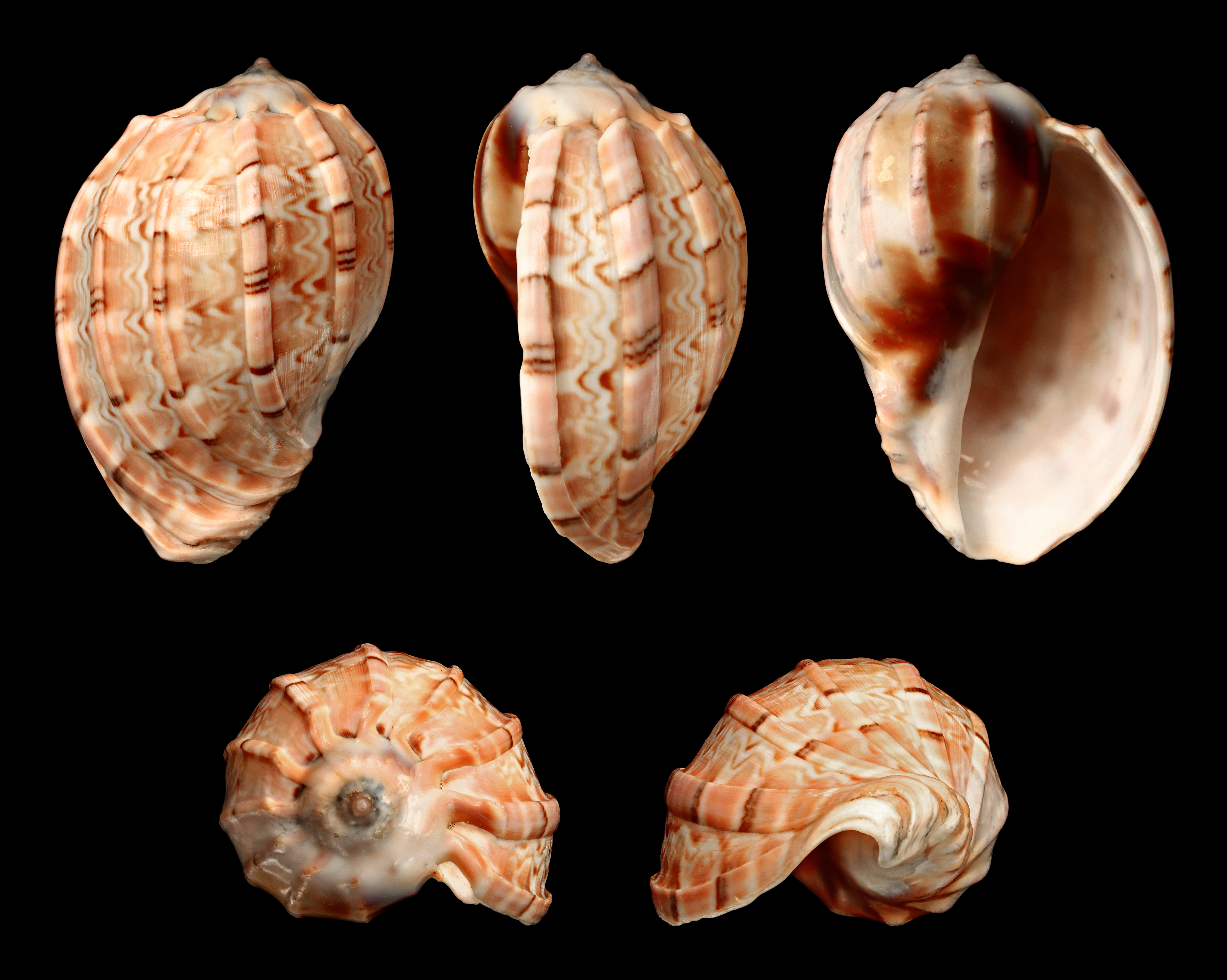
Harpa harpa
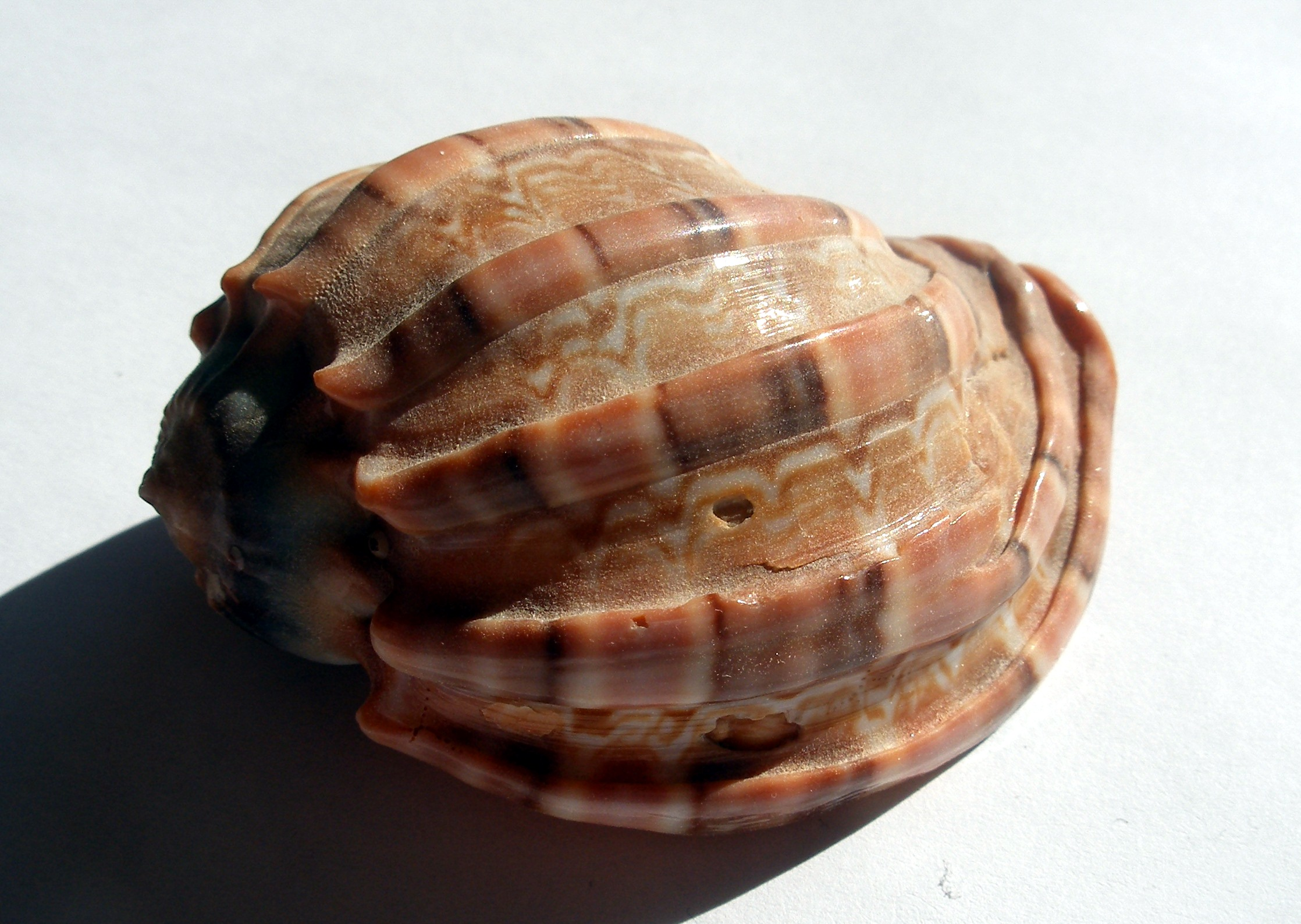
Harpa doris
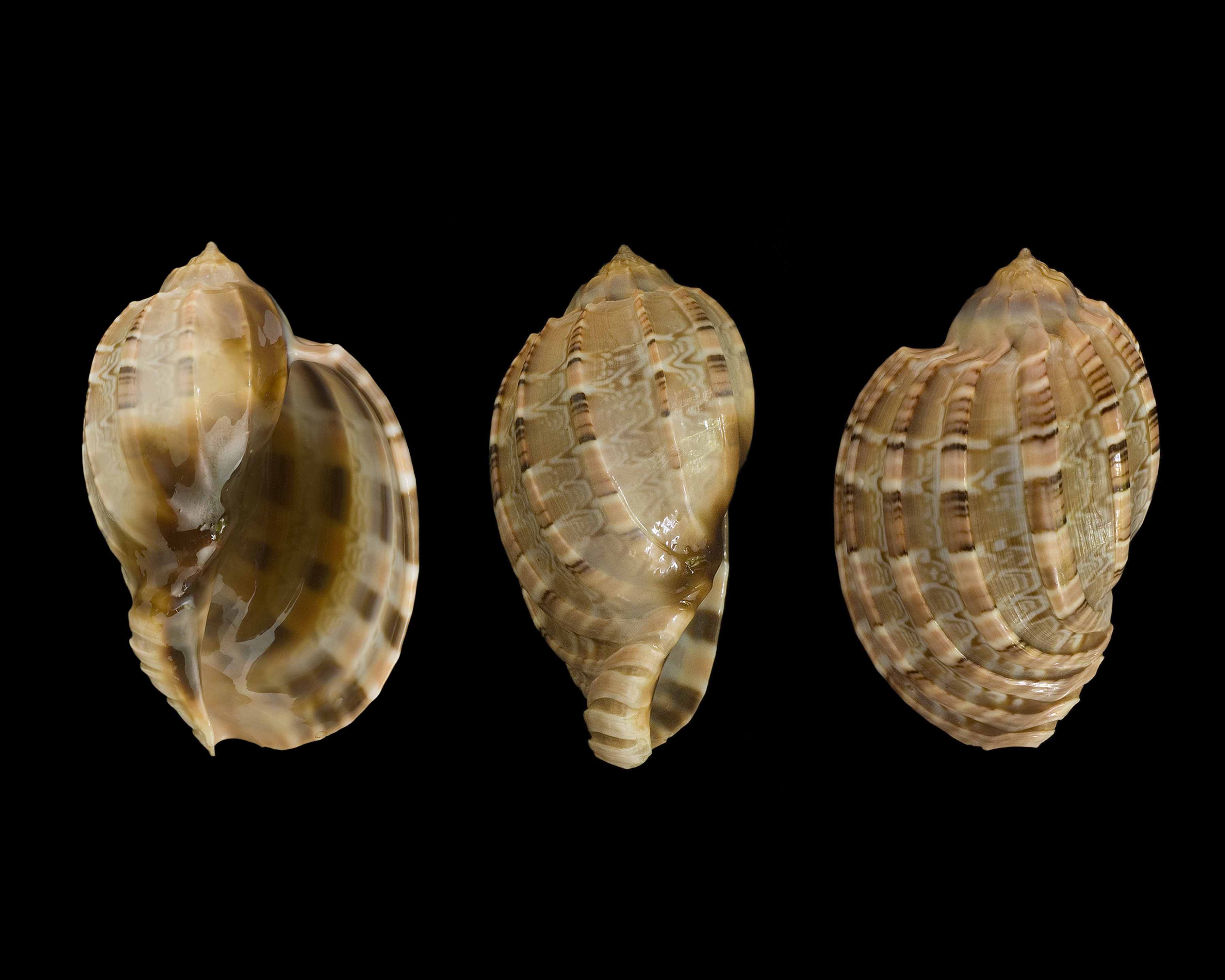
Harpa major